# Issoudun
Issoudun /isuˈdœ̃/ è un comune francese di 13 620 abitanti situato nel dipartimento dell'Indre nella regione del Centro-Valle della Loira.
Il sacerdote Jean Jules Chevalier, parroco della cittadina, vi fondò le congregazioni dei Missionari del Sacro Cuore di Gesù e delle Figlie di Nostra Signora del Sacro Cuore.

## Società

### Evoluzione demografica
Abitanti censiti